# Ignacio Ruiz
Ignacio Ruiz (Buenos Aires, 3 de enero de 2001) es un rugbista argentino que se desempeña como hooker y juega en los US Arlequins Perpignan del francés Top 14. Es internacional con los Pumas desde 2022.

## Carrera
Se formó deportivamente en el Club Regatas de Bella Vista, donde también jugó su hermano mayor. En 2019 debutó en la primera, a los 18 años y por el Torneo de la URBA. También representó a la selección regional de la provincia de Buenos Aires en la categoría M-18.
En 2021 se convirtió en profesional, cuando se incorporó a la franquicia argentina Jaguares para jugar la segunda temporada de la Súper Liga Americana de Rugby. Se perdió los primeros partidos tras dar positivo por COVID-19, debutó contra los brasileños de Cobras, jugó siete partidos, marcó tres tries y ganó el título. En la siguiente temporada se consolidó como titular, jugando nueve partidos y el equipo alcanzó las semifinales donde cayó ante los Selknam Rugby de Chile.

### Europa
En noviembre de 2022 fichó por el club London Irish, de la inglesa Premiership Rugby, uniéndose a su compatriota Agustín Creevy y disputó su primer partido en diciembre de 2022 contra los Stormers de Sudáfrica. El equipo resultó subcampeón de la liga esa temporada, pero fue suspendido de todas las competiciones por insolvencia y Ruiz debió buscar otro club.
En septiembre de 2023 el club francés Union Sportive Arlequins Perpignanais, del poderoso Top 14, anunció su contratación por un periodo de dos años.

## Selección nacional
Representó a los Pumitas tres años, siendo entrenado por Lucas Borges y no jugó el Campeonato Mundial porque fue cancelado debido a la Pandemia de COVID-19. Pero si disputó el International Series 2021 y logró el subcampeonato la derrota con los Baby Boks.
También fue seleccionado a Argentina XV, la segunda selección, para disputar el Sudamericano Cuatro Naciones donde jugó todos los partidos de su equipo, fue el máximo anotador de tries de la competición (marcó cinco), incluido en el XV Ideal y ganó el título. Más tarde disputó el Americas Pacific Challenge 2021, jugó sólo el partido contra Paraguay pero marcó cuatro tries y luego Argentina ganó el título.
En juin 2022, fue  nuevamente con la selección argentina para preparar la serie de partidos de prueba , Escocia  Obtuvo su primera selección durante el tercer partido de la serie, el 16 juillet 2022 en Santiago del Estero  Luego fue seleccionado para competir en el Campeonato de Rugby de 2022, pero no se utilizó durante la. Posteriormente jugó tres partidos en la gira de otoño por Europa, cada vez como sustituto de Julián Montoya, y anotó su primer try contra Escocia en el último test match 
En 2023, es seleccionado para participar en el Campeonato de Rugby y preparar la Copa del Mundo. Hizo sus pinitos en el Rugby Championship el 29 juillet 2023 contra Sudáfrica  . El 8 août 2023, fue anunciado en el grupo final de 33 joueurs seleccionados para competir en el Mundial de Francia.

### Participaciones en Copas del Mundo
Cheika lo convocó a Francia 2023 como reserva, detrás del titular Montoya y el suplente Creevy. Jugó ante los Cóndores y marcó un try.
| Mundial                       | Sede    | Resultado    | PJ | Tries |
| ----------------------------- | ------- | ------------ | -- | ----- |
| Copa Mundial de Rugby de 2023 | Francia | Disputándose | 1  | 1     |